# Пјамађо (Болоња)
Пјамађо (итал. Piamaggio) је насеље у Италији у округу Болоња, региону Емилија-Ромања.
Према процени из 2011. у насељу је живело 323 становника. Насеље се налази на надморској висини од 823 м.